# Le Buisson, Lozère
Le Buisson är en kommun i departementet Lozère i regionen Occitanien i södra Frankrike. Kommunen ligger i kantonen Marvejols som tillhör arrondissementet Mende. År 2022 hade Le Buisson 221 invånare.

## Befolkningsutveckling
Antalet invånare i kommunen Le Buisson
| Referens: INSEE |